# رائول مورو
رائول مورو (انگلیسی: Raúl Moro؛ زادهٔ ۵ دسامبر ۲۰۰۲) بازیکن فوتبال اهل اسپانیا است.
از باشگاه‌هایی که در آن بازی کرده‌است می‌توان به باشگاه ورزشی لاتزیو اشاره کرد.
وی همچنین در تیم‌های ملی فوتبال زیر ۱۷ سال اسپانیا و زیر ۱۸ سال اسپانیا بازی کرده‌است.